# نيتو بورغز
نيتو بورغز هو لاعب كرة قدم برازيلي، ولد في 13 سبتمبر 1996 في سوبارا في البرازيل. لعب مع نادي هاماربي لكرة القدم.

## وصلات خارجية
- نيتو بورغز على موقع قاعدة بيانات كرة القدم.إي يو (الإنجليزية)
- نيتو بورغز على موقع ليكيب (الفرنسية)
- نيتو بورغز على موقع Soccerway.com (الإنجليزية)